# ديفيد تته
ديفيد تته ((بالإنجليزية: David Tetteh)‏؛ مواليد 10 أغسطس 1985) لاعب كرة قدم قرغيزي من أصل غاني يجيد اللعب في مركز الوسط الهجومي ويلعب حالياً مع نادي دوردوي بيشكك.

## روابط خارجية
- ديفيد تته على موقع قاعدة بيانات كرة القدم.إي يو (الإنجليزية)
- ديفيد تته على موقع ناشيونال فوتبول تيمز (الإنجليزية)
- ديفيد تته على موقع Soccerway.com (الإنجليزية)
- ديفيد تته على موقع عالم كرة القدم.نت (الإنجليزية)
- ديفيد تته على موقع كووورة